# Эльванж
Эльва́нж (фр. Elvange) — коммуна во французском департаменте Мозель региона Лотарингия. Относится к кантону Фолькемон.	

## География
Эльванж расположен в 28 км к востоку от Меца. Соседние коммуны: Флетранж и Креанж на востоке, Фолькемон на юго-востоке, Генгланж на северо-западе.

## История
- Коммуна бывшего герцогства Лотарингия.
- В 1871 году Эльванж по франкфуртскому договору отошёл к Германской империи и получил германизированное название Elwingen. В 1918 году после поражения Германии в Первой мировой войне вновь вошёл в состав Франции в департамент Мозель.

## Демография
По переписи 2008 года в коммуне проживало 378 человек.

## Достопримечательности
- Следы галлороманской культуры.
- Церковь Сент-Катрин, 1846 года.
- Часовня Нотр-Дам-де-Плентр.